# Пећина Руфињак
Руфињак (фр. Rouffignac) је пећина у Француској у департману Дордоња где су археолози пронашли слике за које неки тврде да су старе око 13.000 година. Зидови и таванице покривени су са 154 цртежа мамута. Поред мамута, постоје и цртежи коња, бизона и носорога (веома ретка животиња у пећинском сликарству), као и дивокоза.
Руфињак је такође једна од најдужих и најразгранатијих пећина са палеолитским сликарством. Укупна дужина свих пећина и галерија на три спрата је око 10 km. 
Још увек се воде расправе око аутентичности и времена настанка слика из Руфињака. Највише неслагања има око слике носорога и дела таванице са дивокозама. Постоји основана сумња да су ти цртежи новијег датума. Осим тога, још нису обављена испитивања угљеником 14 (метод којим се одређује старост археолошких предмета).

## Хронологија[3]
- 1575 - Франсоа де Белфорест (фр. François de Belleforest) даје први детаљан опис ове пећине.
- 1715 - описује је Маркиз де Мирмон (фр. Marquis de Miremont)
- 1759 - Габријел Букије (фр. Gabriel Bouquiet) црта прву тачну и детаљну мапу пећине.
- 1803 - А. Делфо даје детаљан опис пећине у својој књизи "Annuaire du département de la Dordogne, pour l'année sextile XI, de l'ère française".
- 1945 - два спелеолога из Перижеа (фр. Périgeux) истражују пећину.
- 1956 - Луј-Рене Нужје (фр. Louis-René Nougier) открива слике у пећини и објављује научну студију.